# Sion Farm
Sion Farm is een subdistrict van het eiland Saint Croix in de Amerikaanse Maagdeneilanden. Het bevindt zich ongeveer 5 km ten noordwesten van de hoofdplaats Christiansted. Salt River Bay waar Christoffel Columbus landde in 1493 bevindt zich in het subdistrict.

## Salt River Bay
Salt River Bay is een baai in het subdistrict. Op 14 november 1493, tijdens de tweede reis van Colombus, gingen twintig man het land verkennen. Op de terugreis werden ze aangevallen door inheemse Cariben. Tijdens het gevecht kwam één Carib en één Spanjaard om het leven. Sinds 1992 is het gebied beschermd vanwege de ecologische en archeologische waarde. Salt River Bay is een van de zeven baaien in het Caraïbisch gebied waar bioluminescentie voorkomt.

## Sion Hill
Sion Hill is een voormalige suikerrietplantage uit 1765. Het bestaat uit een plantagehuis, keuken, stallen, een suikerfabriek en een rumdestilleerderij. In 1976 kreeg de plantage een monumentenstatus.

## Judith's Fancy
Judith's Fancy was in 1653 gesticht door de Orde van Malta als residentie van de gouverneur. Er werd een landhuis en toren gebouwd, en het werd Rosiere genoemd. In 1665 werden Saint Croix verkocht aan de Franse West-Indische Compagnie.
In de 19e eeuw werd een suikerplantage en rumdestilleerderij gesticht op het terrein. De plantage werd oorspronkelijk Hemmersfryd genoemd. Het werd later gekocht door Jens Pieter Hekimers, die de plantage vernoemde naar zijn dochter Judith. Na 1889 werd de plantage verlaten. In 1976 kreeg het een monumentenstatus. Tegenwoordig is Judith's Fancy een gated community (afgesloten wijk) en is niet toegankelijk.

## Galerij

Plantagehuis Sion Farm
Interieur van het plantagehuis Sion Farm
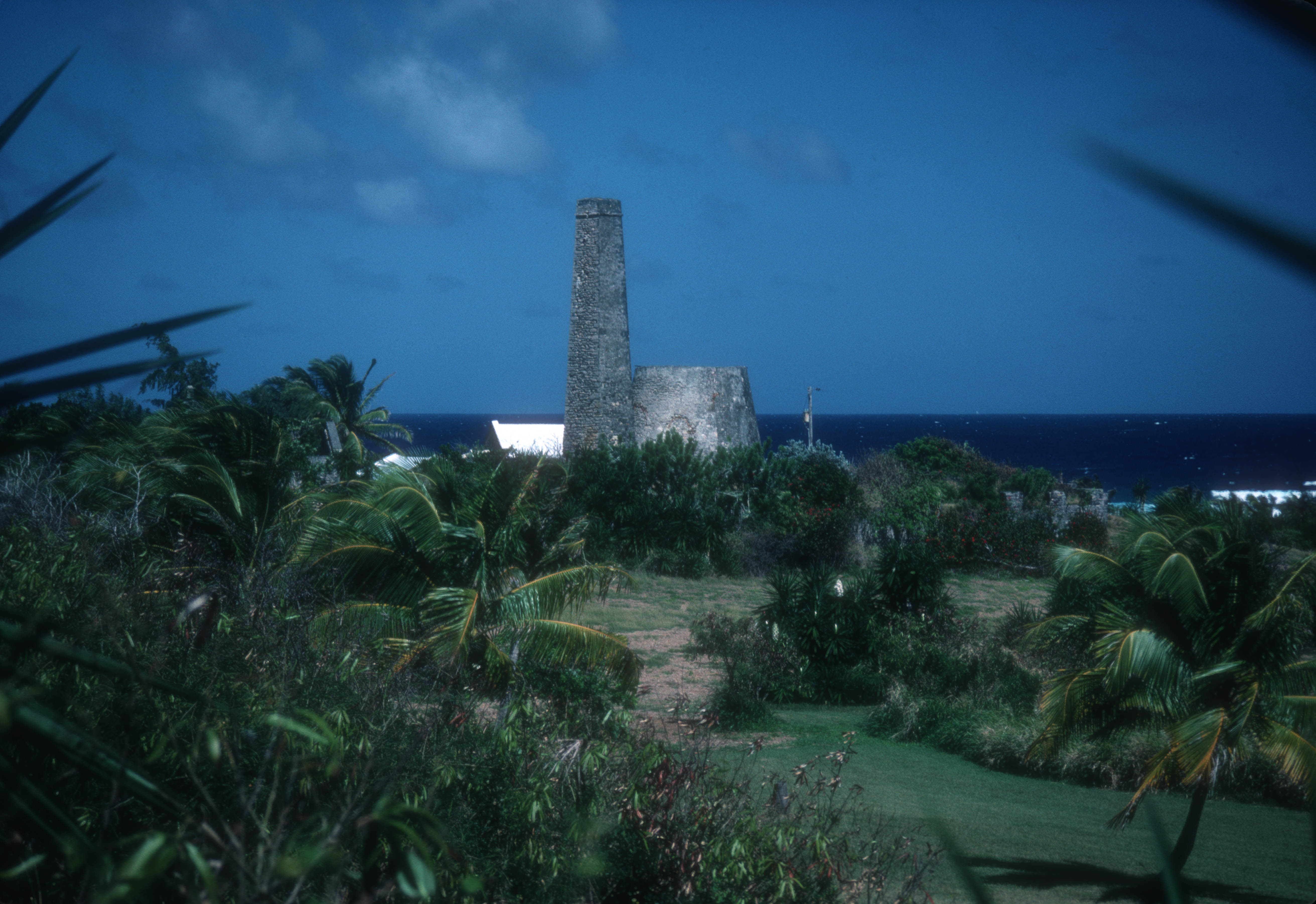
Suikerfabriek van Judith's Fancy

Charlotte Amalie · Christiansted · Coral Bay · Cruz Bay · East End · Frederiksted · Sion Farm · Tutu